# Holms säteri
Holms säteri är ett säteri i Överlännäs socken i Sollefteå kommun, Ångermanland.
Holms säteri är Norrlands enda säteri, och ska under slutet av 1500-talet ha varit bebott av underlagmannen Evert Hindersson, och tjänstgjorde i mitten av 1600-talet som säte för Västernorrlands läns landshövding. År 1676 ska Holm, tidigare av krononatur, ha blivit upplåtet åt landshövdingen och guvernören Carl Larsson Sparre i utbyte mot några frälsehemman i Småland och på Öland. Holm säteri ägdes sedan av bland andra lagmannen Martin Ehrensvahn och efter honom Johan Noreen, sedermera adlad Nordenfalk.
Holms by har gamla anor och var befolkad redan under vikingatid, vilket kan ses av ett av Norrlands största ättehögsområden nere vid Ångermanälven.

## Holms herrgård
Till Holms säteri hör Holms herrgård, uppförd omkring 1770 efter att den tidigare mangårdsbyggnaden totalförstörts i en brand. Herrgården är ett corps-de-logi, två våningar högt och 50 alnar långt, med vacker utsikt över Ångermanälven.